# Flagge Simbabwes
Die Flagge Simbabwes wurde am 18. April 1980 angenommen. Sie zeigt sieben Balken in den Farben Grün, Gold, Rot, Schwarz, Rot, Gold, Grün und vom Schaft abgehend ein weißes, schwarzgerändertes eingesprengtes Dreieck mit einem roten fünfstrahligen Stern, belegt mit einem goldenen, nistenden und zum Schaft gewandten Vogel.

## Symbolik
- Grün steht für die Vegetation und die Ressourcen des Landes
- Gold symbolisiert den Reichtum an Mineralien
- Rot repräsentiert das Blut, das während des Freiheitskampfes vergossen wurde.
- Schwarz steht für die schwarze Bevölkerung des Landes
- Das weiße Dreieck symbolisiert Frieden und den „Weg nach vorn“
- Der rote Stern steht für Internationalismus, und spiegelt den sozialistischen Gedanken der herrschenden Partei wider, aber auch Frieden.
- Der ‚Simbabwe-Vogel‘ entstammt einer in den Ruinen der alten Stadt Simbabwe aufgefundenen Abbildung aus Speckstein und stellt das nationale Emblem dar.

Das Komitee, das den Entwurf für die Flagge vorstellte, hatte ursprünglich nicht vorgesehen, den Simbabwe-Vogel mitaufzunehmen, der bereits in der vorangehenden Flagge Simbabwe-Rhodesiens zu finden war. Erst als auf seine Einzigartigkeit und Geschichte hingewiesen wurde, nahm man ihn in das endgültige Design auf.

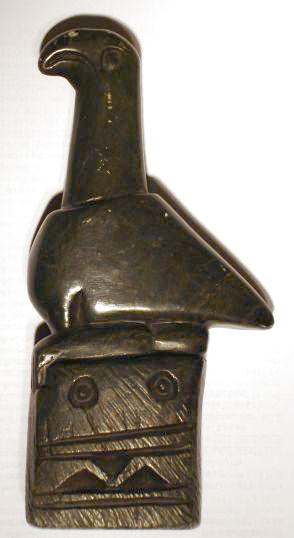
Kopie des Simbabwe-Vogels
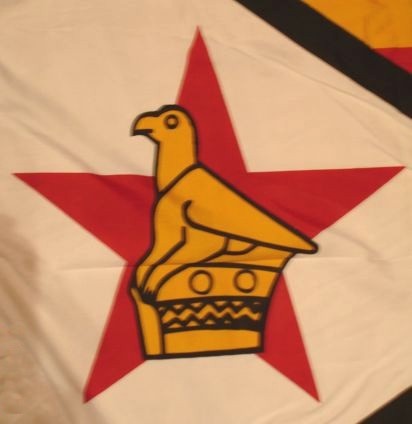
Detail einer Originalflagge aus Simbabwe

## Historische Flaggen
Zwischen 1890 und 1923 wurde das Gebiet des heutigen Simbabwe von der British South Africa Company verwaltet. Am 13. September 1890 wurde erstmals in Fort Salisbury (dem heutigen Harare) der britischen Union Jack gesetzt. Ab 1892 verwendete man die Flagge der Company, einen Union Jack, der im Zentrum einen Löwen mit einem Elefantenstoßzahn in der Pfote und den Initialen B.S.A.C. führte.
1923 wurde Südrhodesien eine selbstverwaltete Kolonie. Ab diesem Zeitpunkt verwendete man eine typische britische Kolonialflagge: Dunkelblau mit dem Union Jack im Kanton (obere, linke Ecke) und dem Wappen der Kolonie. Das Wappen zeigte einen springenden, roten Löwen zwischen zwei Distelblüten auf weißen Grund und eine goldene Spitzhacke auf grünem Grund.
Zwischen 1953 und 1963 war Südrhodesien zusammen mit Nordrhodesien (heute: Sambia) und dem Njassaland (Malawi) Teil der Föderation von Rhodesien und Njassaland. Das neue Wappen zeigte eine goldene, aufgehende Sonne auf blauem Grund für das Njassaland, den roten Löwen für Südrhodesien und silberne Wellen auf schwarzem Grund für Nordrhodesien, die die Victoriafälle symbolisierten. Die Föderation zerbrach am 31. Dezember 1963, als Sambia und Malawi die Unabhängigkeit von Großbritannien erhielten.

1:2  Union Jack (1890–1892)
1:2  Flagge der British South Africa Company (1892–1923)
1:2  Flagge von Südrhodesien (1923–1953)
1:2  Flagge der Föderation von Rhodesien und Njassaland

Das im Kolonialbesitz verbliebene Südrhodesien verwendete vom 8. April 1964 bis zum 11. November 1968 eine hellblaue Version der alten Kolonialflagge von 1923.
Südrhodesien erklärte 1965 einseitig die Unabhängigkeit von Großbritannien und führte als Republik Rhodesien ab dem 11. November 1968 eine grün-weiß-grüne Trikolore, in der Mitte belegt mit dem Staatswappen mit dem lateinischen Spruch „Sit Nomine Digna“ (Möge (Rhodesien) dieses Namens würdig sein). Das Grün entstammt der Verwendung der Farbe durch verschiedene Sportteams, so dass es zu einer Nationalfarbe wurde. Es wies auch auf die Landwirtschaft als Grundlage des Landes hin.
Am 1. Juni 1979 wurde eine Übergangsregierung unter Bischof Abel Muzorewa zur Beendigung des Bürgerkrieges gebildet und der Staat Simbabwe–Rhodesien ausgerufen. Die Flagge von Simbabwe–Rhodesien führte einen vertikalen schwarzen Streifen mit dem Simbabwe-Vogel an der Mastseite, daneben ein dünner, vertikale, weißer Streifen und drei horizontalen Rot-Weiß-Grün. Sie wurde von Flight Lieutenant Cedric Herbert von der Rhodesian Air Force entworfen, der Mitglied der Rhodesian Heraldry & Genealogy Society war. Schwarz symbolisiert Leistungen der Mehrheitsregierung im Land, Rot steht für den Unabhängigkeitskampf, Gelb für die Bodenschätze und Grün für die Landwirtschaft und den natürlichen Reichtum des Landes. Der weiße, vertikale Streifen repräsentiert die weiße, europäische Bevölkerung, während der weiße, horizontale Streifen für den Frieden steht.
Im Dezember 1979 wurde Rhodesien wieder zur britischen Kolonie erklärt und führte daher bis zum 18. April 1980 den Union Jack. An diesem Tag erlangte Rhodesien offiziell die Unabhängigkeit als Simbabwe.

1:2  Flagge von (Süd-)Rhodesien (1964–1968)
1:2  Flagge von Rhodesien (1968–1979)
1:2  Flagge von Simbabwe–Rhodesien (Juni–Dezember 1979)
1:2  Union Jack (Dezember 1979-April 1980)

### Weitere historische Flaggen
Die Southern Rhodesian Air Force wurde 1947 gegründet. Sie verwendete das Symbol der britischen Royal Air Force und drei horizontale Streifen Grün-Gelb-Grün auf weißem Grund. Während der Föderation 1953–1963 verwendete man die Flagge der Royal Air Force mit drei Speerspitzen in der roten Scheibe.
Von 1987 bis etwa 1991 verwendete der ehemalige Präsident Robert Mugabe eine Präsidentenflagge, die aber später nicht mehr erscheint.

Southern Rhodesian Air Force (1947–1953)
Rhodesian Air Force (1953–1963)
Präsidentenflagge 1987–1991

## Kommunale Flaggen

Flagge von Bulawayo
Flagge von Harare
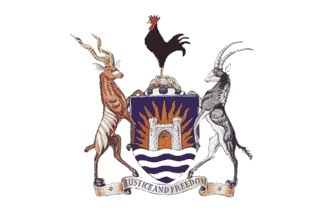
Flagge von Mutare

## Politische Flaggen
Die ZANU-PF war lange unter der Führung des ehemaligen Staatspräsidenten, Robert Mugabe. Sie entstand aus der Fusion von der Zimbabwe African National Union ZANU mit der Zimbabwe African People’s Union ZAPU. Die Movement for Democratic Change MDC ist die wichtigste Oppositionspartei in Simbabwe.

Flagge der ZANU-PF
Flagge des MDC